# ستيفن بولوك
ستيفن بولوك (بالإنجليزية: Steven Bullock)‏ (5 أكتوبر 1966 بستوكبورت في المملكة المتحدة - ) هو لاعب كرة قدم بريطاني في مركز الدفاع. لعب مع أولدهام أثلتيك وستوكبورت كونتي ونادي ترانمير روفرز لكرة القدم.